# Perfect Remixes Vol. 4
Perfect Remixes Vol. 4 – remix album Thievery Corporation, wydany w 2005 roku w Stanach Zjednoczonych przez Warlock Records.

## Historia albumu
Album Perfect Remixes Vol. 4 został wydany w 2005 roku w Stanach Zjednoczonych przez wytwórnię Warlock Records jako CD. W roku następnym został wznowiony w Wielkiej Brytanii przez wytwórnię Acrobat.

## Lista utworów
Lista utworów na podstawie Discogs:
| Nr  | Tytuł utworu                                | Oryginalny wykonawca | Długość |
| --- | ------------------------------------------- | -------------------- | ------- |
| 1.  | „Tarana”                                    | Ustad Sultan Khan    | 4:42    |
| 2.  | „Le Rêveur”                                 | Tapis Rouge          | 5:10    |
| 3.  | „The Girl's Insane”                         | The Januaries        | 4:28    |
| 4.  | „Nervous Breakthrough”                      | Luscious Jackson     | 5:06    |
| 5.  | „Bossa Per Due”                             | Nicola Conte         | 5:41    |
| 6.  | „Success”                                   | DJ Cam               | 5:23    |
| 7.  | „There Are No Right Angles Found In Nature” | Eighty Mile Beach    | 4:34    |
| 8.  | „KC Doppler”                                | Slide Five           | 5:13    |
| 9.  | „Porno 3003”                                | Pizzicato Five       | 4:33    |
| 10. | „Heavenly Sweetness”                        | Better Daze          | 5:10    |
|     |                                             |                      | 50:00   |

Autorem wszystkich remiksów jest Thievery Corporation.